# Tisserin de montagne
Ploceus alienus
Espèce
Statut de conservation UICN

 LC  : Préoccupation mineure
Le Tisserin de montagne (Ploceus alienus) est une espèce de passereau de la famille des Ploceidae.

## Répartition
Cet oiseau peuple les forêts d'altitude du rift Albertin.